# 62-й кинофестиваль в Сан-Себастьяне
62-й кинофестиваль в Сан-Себастьяне проходил с 19 по 27 сентября 2014 года в Сан-Себастьяне (Страна Басков, Испания).

## Жюри
Жюри составляли:
- Фернандо Бовайра ( Испания), продюсер (президент жюри).
- Влад Иванов ( Румыния), актёр.
- Эрик Ху ( Сингапур), кинорежиссёр.
- Настасья Кински ( Германия), актриса.
- Мариана Рондон ( Венесуэла), кинорежиссёр.
- Маржан Сатрапи ( Иран), кинорежиссёр.
- Райнхольд Форшнайдер ( Германия), кинооператор.
- Олег Сенцов ( Украина), кинорежиссёр.

## Фильмы фестиваля

### Официальный конкурс
Участвовал 21 фильм:
- «Под открытым небом», реж. Анаи Бернери ( Аргентина)
- «Страховщик», реж. Габе Ибаньес ( Испания,  Болгария)
- «Вариации Казановы», реж. Михаэль Штурмингер ( Франция,  Австрия,  Германия)
- «Общак», реж. Михаэль Р. Роскам ( США)
- «Эдем», реж. Миа Хансен-Лёве ( Франция)
- «Второй шанс», реж. Сюзанна Бир ( Дания,  Швеция)
- «Феликс и Мейра», реж. Максим Жиру ( Канада)
- «Морской туман», реж. Шим Сон Бо ( Республика Корея)
- «Миниатюрный остров», реж. Альберто Родригес ( Испания)
- «Ласа и Сабала», реж. Пабло Мало ( Испания)
- «Цветы», реж. Хон Гараньо и Хосе Мария Гоэнага ( Испания)
- «Волшебная девочка», реж. Карлос Вермут ( Испания,  Франция)
- «Смерть за свой счёт», реж. Исаки Лакуэста ( Испания)
- «Новая подружка», реж. Франсуа Озон ( Франция)
- «Феникс», реж. Кристиан Петцольд ( Германия)
- «Тихое сердце», реж. Билле Аугуст ( Дания)
- «Тигры», реж. Данис Танович ( Индия,  Франция,  Великобритания)
- «Дикая жизнь»[англ.], реж. Седрик Кан ( Франция)
- «La Voz en off», реж. Кристиан Хименес ( Чили,  Франция,  Канада)

### Вне конкурса
- «Великий уравнитель», реж. Антуан Фукуа ( США)
- «Самба», реж. Эрик Толедано и Оливье Накаш ( Франция)

## Лауреаты

### Официальные премии
Официальные премии — 2014:
- Золотая раковина: «Волшебная девочка», реж. Карлос Вермут.
- Специальный приз жюри: «Дикая жизнь»[англ.], реж. Седрик Кан.
- Серебряная раковина лучшему режиссёру: Карлос Вермут («Волшебная девочка»).
- Серебряная раковина лучшей актрисе: Паприка Стин («Тихое сердце»).
- Серебряная раковина лучшему актёру: Хавьер Гутьеррес Альварес («Миниатюрный остров»).
- Приз жюри лучшему оператору: Алекс Каталан («Миниатюрный остров»).
- Приз жюри за лучший сценарий: Деннис Лихэйн («Общак»).

### Почётная награда — «Доностия» за вклад в кинематограф
- Дензел Вашингтон
- Бенисио Дель Торо